# Trần Nhân Tông (phường)
Phường Trần Nhân Tông là một phường thuộc thành phố Hải Phòng.

## Địa lý
Phường Trần Nhân Tông có vị trí địa lý:
- Phía bắc giáp phường Nguyễn Trãi.
- Phía nam giáp phường Bắc An Phụ.
- Phía tây giáp phường Trần Hưng Đạo, phường Chu Văn An và phường Lê Đại Hành.
- Phía đông giáp tỉnh Quảng Ninh.

## Lịch sử
Địa bàn phường Trần Nhân Tông trước đây thuộc thành phố Chí Linh, tỉnh Hải Dương.
Ngày 12 tháng 6 năm 2025, Quốc hội ban hành Nghị quyết số 202/2025/QH15 về việc sắp xếp đơn vị hành chính cấp tỉnh (nghị quyết có hiệu lực từ ngày 12 tháng 6 năm 2025). Theo đó, sáp nhập tỉnh Hải Dương vào thành phố Hải Phòng. Khu vực thành lập phường Trần Nhân Tông thuộc thành phố Hải Phòng.
Ngày 16 tháng 6 năm 2025, Ủy ban Thường vụ Quốc hội bàn hành Nghị quyết sắp xếp các đơn vị hành chính cấp xã thuộc thành phố Hải Phòng năm 2025. Theo đó, sắp xếp toàn bộ diện tích tự nhiên, quy mô dân số của phường Hoàng Tân, phường Hoàng Tiến và một phần diện tích tự nhiên, quy mô dân số của phường Văn Đức thành phường mới có tên gọi là phường Trần Nhân Tông.
Căn cứ theo đề án sắp xếp đơn vị hành chính cấp xã của thành phố Hải Phòng năm 2025, phường Trần Nhân Tông được thành lập từ:
- Toàn bộ diện tích tự nhiên là 10,51 km², quy mô dân số là 8.812 người của phường Hoàng Tân;
- Toàn bộ diện tích tự nhiên là 15,71 km², quy mô dân số là 7.747 người của phường Hoàng Tiến;
- Một phần diện tích tự nhiên là 13,75 km², quy mô dân số là 10.494 người của phường Văn Đức.

Phường Trần Nhân Tông có diện tích tự nhiên là 39,97 km² (đạt 726,75% so với tiêu chuẩn) và quy mô dân số là 27.053 người (đạt 128,82% so với tiêu chuẩn).
Về tên gọi, phường lấy tên gọi Trần Nhân Tông để ghi nhận đóng góp của vị vua này cho vùng đất Chí Linh. Phật hoàng Trần Nhân Tông là người sáng lập ra thiền phái Phật giáo Trúc Lâm Yên Tử. Ngài đã cho xây dựng nhiều cơ sở Phật giáo lớn tại vùng đất Chí Linh.